# Eddie Bayard
Edward „Eddie“ Albert Bayard (* 1. August 1934 in New Orleans; † 11. Dezember 2022) war ein US-amerikanischer Jazzmusiker (Trompete, Kornett, Clairon) des Dixieland.

## Leben und Wirken
Bayard begann früh Jazz zu spielen; nach dem Abitur trat er der United States Air Force bei und wurde auf der Wright-Patterson Air Force Base in Dayton, Ohio, stationiert. Während dieser Zeit gründete er die Formation Eddie Bayard and the Bourbon Street Five. 1963 nahmen sie ihr erstes Album Blues & Stomps auf und begannen, im und um den Mittleren Westen der USA herum aufzutreten, bis er 1968 anfing, auf dem Flussshiff, der Delta Queen, zu arbeiten. Werbetouren für die Delta Queen Steamboat Company umfassten die amerikanischen Bundesstaaten Massachusetts, Kalifornien und Connecticut; die internationale Präsenz umfasste die Sowjetunion, Tschechoslowakei und Polen. Zurück in New Orleans spielte Bayard von 1969 bis 1971 für das Jazzfest Cruise und war Teil des allerersten Jazzfests in New Orleans. Er war 1971 auf der Jazz Cruise der Delta Queen von New Orleans nach Memphis mit Konzerten in Natchez und Vicksburg, Mississippi und Memphis, Tennessee, zu erleben. 

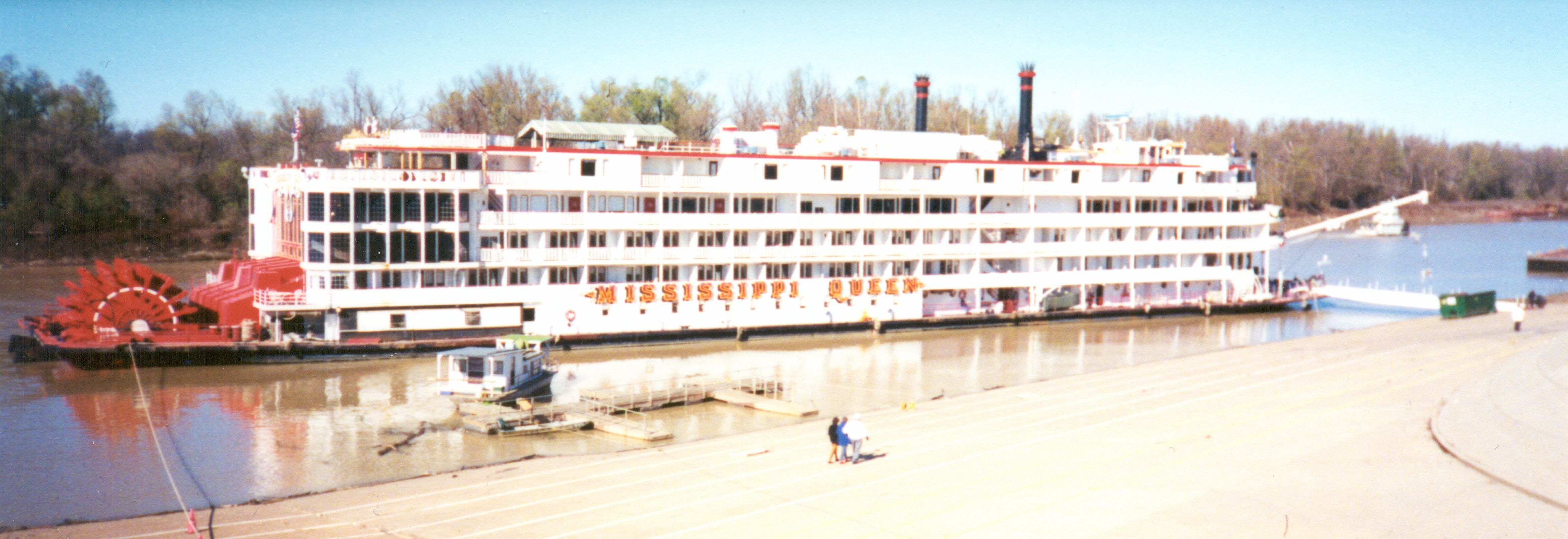
Die Mississippi Queen in Vicksburg

In den Jahren 1972 bis 1975 hatte Bayard Auftritte im Colony Club in Dayton, Ohio, mit Bill Coburns Jazzband. 1975 spielte er für den Stapellauf und Taufe des neuen Dampfschiffs Mississippi Queen; danach spielte er für die „Shakedown“-Kreuzfahrt und die Jungfernfahrt des neuen Schaufelraddampfers und wurde für die nächsten drei Jahre Mitglied des Personalorchesters. 1979 verließ er die Mississippi Queen, um dauerhaft in New Orleans zu leben. Er spielte in vielen Clubs in der Bourbon Street, bis er Bayard's Jazz Alley an der Ecke Bourbon und St. Peter im French Quarter eröffnete, in dem viele der besten Jazzbands von New Orleans auftraten. Während seiner Arbeit mit dem Louisiana Repertory Jazz Ensemble tourte er 1983 durch viele Städte im Ausland für das Außenministerium in US-Botschaften und spielte in ganz Europa, Russland, Hongkong und bei vielen Konzerten in den Vereinigten Staaten. Schließlich organisierte er 1984 das New Orleans Classic Jazz Orchestra und veröffentlichte das Album The Owles Hoot! 1986. Er trat auch im Meridien Hotel in New Orleans auf und tourte auch durch Länder im Nahen Osten und im Südpazifik. Des Weiteren trat er auch im Fernsehen auf, unter anderem in der Phil Donahue Show auf dem Dampfschiff Delta Queen, der Dinah Shore Show mit Lawrence Welk, der „Jazz Show“ in Warschau, der Johnny Gilbert Show, der Bob Brown Show, der Woman Today Show und der Betty Rogge Show. Im Bereich des Jazz war er laut Tom Lord zwischen 1965 und 2016 an zwölf Aufnahmesessions beteiligt, u. a. auch mit Jacques Gauthés Creole Rice Yerba Buena Jazz Band.

## Diskographische Hinweise
- Stompin’ at the Village Inn (1968)
- Louisiana Repertory Jazz Ensemble: Uptown Jazz (Stomp Off, 1983)
- Eddie Bayard and The New Orleans Classic Jazz Orchestra: The Owls' Hoot! (Stomp Off, 1986)
- Eddie Bayard and His Cornet: Up a Lazy River (Stomp Off, 2016)